# Les Catilinaires
Les Catilinaires (Catilinarische redevoeringen) is een roman van de Franstalige Belgische schrijfster Amélie Nothomb, gepubliceerd in 1995. Het is haar vierde roman, en de derde die werd uitgegeven door Éditions Albin Michel. In 2001 verscheen bij Manteau een Nederlandse vertaling door Marijke Arijs onder de titel Filippica's.

## Vertelperspectief en personages
Het hele verhaal is geschreven vanuit het ik-vertelperspectief: aldoor is 'Émile' aan het woord. Hij vertelt niet alleen over zijn belevenissen en die van de andere personages, maar de lezer zit door deze verteltechniek als het ware 'in zijn hoofd' en kan zijn gedachten volgen. Émile is duidelijk de protagonist van het verhaal, en de keuze voor dit perspectief stelt de lezer in de gelegenheid zich al dan niet sterk te identificeren met wat die hoofdpersoon denkt, voelt en beslist. Hij is het sterkste personage: hij is het die beslissingen durft nemen om de loop der gebeurtenissen te veranderen, terwijl zijn vrouw 'Juliette' eerder volgzaam en passief blijft. De antagonist, zijn verbitterde en wrede buurman 'Palamède Bernardin', lokt wel gebeurtenissen uit als consequentie van zijn verwerpelijk gedrag tegenover zijn vrouw 'Bernadette', maar kan niet beschouwd worden als een actieve tegenstander die Émile en zijn vrouw obstakels in de weg legt. 

## Samenvatting
Alles begint wanneer Émile en Juliette, een gepensioneerd echtpaar, hun droom realiseren: het bezit van een huis op het platteland. Omgeven door weilanden en bossen willen ze hun oude dag doorbrengen in eenzaamheid, ver van alle drukte. 
Juliette en Émile zijn meer dan veertig jaar getrouwd, maar eigenlijk kennen ze elkaar al van in hun kindertijd. Hoe innig ze ook van elkaar houden, ze zijn kinderloos gebleven. Na een druk leven (Émile als leraar Latijn-Grieks aan het Lyceum) snakken ze naar de rust van het platteland. Hun rust wordt echter verstoord als hun buurman, Palamède Bernardin, op een dag bij hen aanklopt. Hij maakt er de gewoonte van om zowat hun deur plat te lopen en verschijnt ongevraagd elke dag om vier uur 's namiddags. Hij komt binnen, ploft neer in een fauteuil en zegt geen woord. Na twee uur, om zes uur stipt, staat hij recht en gaat terug naar huis. Zijn vrouw Bernadette krijgen ze nooit te zien. Als Émile en Juliette meer over hem proberen te weten te komen, reageert Palamède Bernardin verstoord. Hij wil gewoon met rust gelaten worden. Het echtpaar bezint zich over de vraag hoe ze kunnen ontsnappen aan deze visites, die stilaan voor hen een hel worden. Hoe kunnen ze zich van hem ontdoen?
Op een nacht schrikt Émile wakker van een geluid. Hij denkt dat het bij de buren vandaan komt en gaat kijken. In de garage, waar het stinkt naar uitlaatgassen van de auto, treft hij Palamède roerloos op de vloer aan. Émile begrijpt onmiddellijk dat zijn buurman zelfmoord heeft willen plegen. Palamède komt er terug bovenop, maar moet nog een tijd in het ziekenhuis verblijven. Émile en zijn vrouw komen te weten dat Palamède zijn aan overgewicht lijdende vrouw belet om buiten te komen. Ze vatten nu sympathie op voor Bernadette en Juliette besluit om haar te helpen. Bernadette fleurt helemaal op, vooral omdat Palamède haar nu niet meer kan mishandelen. Juliette en Émile beseffen dat Bernadette, die intussen een goede vriendin is geworden, alleen maar gelukkig kan zijn als Palamède uit de weg geruimd wordt. Emile vermoordt hem, zegt niets tegen Juliette en Bernadette en iedereen denkt dat Palamède bezweken is aan zijn overgewicht en zwakke hart. Juliette en Bernadette worden beste vrienden en iedereen leeft verder.